# بلاینی، نیو ساوت ولز
بلاینی (به انگلیسی: Blayney) یک شهرک در استرالیا است که در Blayney Shire واقع شده‌است.